# Zeitschrift für Physik
Zeitschrift für Physik (nemško Revija za fiziko) je bila nemška akademska revija, ki je izhajala med letoma 1920 in 1997. V začetku 20. stoletja je veljala za eno najimenitnejših fizikalnih revij. V letu 1998 je začela izhajati združena revija pod imenom European Physical Journal (EPJ, Evropska fizikalna revija).